# Trận Leyte
Trận Leyte trong chiến dịch Thái Bình Dương, Chiến tranh thế giới thứ hai là một cuộc đổ bộ và chiến đấu giành sự kiểm soát Leyte thuộc quần đảo Philippines bởi lực lượng Mỹ và quân du kích Philippines dưới quyền chỉ huy Tướng Douglas MacArthur, người lãnh đạo quân Đồng Minh đối đầu với Lục quân Đế quốc Nhật Bản ở Philippines do tướng Tomoyuki Yamashita chỉ huy từ 17 tháng 10 đến 31 tháng 12 năm 1944. Trận đánh đánh dấu sự mở màng chiến dịch Philippines (1944-45) đồng thời là dấu hiệu mở đầu kết thúc cho ba năm tồn tại của nền Đệ nhị Cộng hòa Philippines, một chính thể bù nhìn bị chi phối bởi người Nhật.

## Bối cảnh
Quần đảo Philippines là nguồn cung cấp nhiều nguyên vật liệu quan trọng cho nền công nghiệp Nhật, đặc biệt là cao su. Đồng thời đây là một mắc xích chiến lược nằm trên tuyến đường biển bắt đầu từ đảo Borneo và Sumatra. Từ nơi này, dầu hỏa được vận chuyển tới chính quốc Nhật đi ngang qua Philippines. Vì những lý do trên nên Philippines đóng một vai trò sống còn đối với Đế quốc Nhật Bản trong chiến tranh. Về phía Mỹ giá trị quần đảo cũng không kém phần quan trọng khi chiếm lại được Philippines, quân Mỹ sẽ dễ dàng cô lập được quân Nhật ở Trung Quốc và các nơi khác trên chiến trường Thái Bình Dương. Đối với Tướng MacArthur còn có một lý do cá nhân khác: 2 năm trước khi di tản khỏi Philippines, ông đã hứa sẽ hứa sẽ trở lại, và ông đã khẳng định rằng nghĩa vụ của người Mỹ là phải giải phóng nơi này càng nhanh trong mọi khả năng có thể.
Từ tháng 9 đến đấu tháng 10-1944, những hàng không mẫu hạm thuộc Đệ tam Hạm đội Hoa Kỳ dưới quyền Đô Đốc William F. Halsey hoàn thành xuất sắc nhiệm vụ trong các chiến dịch ở Palau và Morotai. Họ đã phá hủy gần 500 máy bay và 180 thương thuyền của đối phương. Và sau những chiến thắng ở quần đảo Philippines, Okinawa, và Đài Loan khiến việc thực thi nhiệm vụ ở đây khả thi hơn bao giờ hết.
Leyte là một trong những hòn đảo lớn thuộc quần đảo Philippines. Xung quanh đảo được bao bọc bởi nhiều vịnh nước sâu và những bãi biển cung cấp vị trí lý tưởng phương tiện đổ bộ và việc tiếp tế một cách nhanh chóng. Bên trong đất liền có một hệ thống Đường cao tốc số 1 dài 40 dặm (65 km) chạy dọc theo bờ biển phía đông từ thị trấn Abuyog lên phía bắc đến eo biển San Juanico ngăn cách đảo Leyte và Samar, thuận lợi cho sự di chuyển của các đơn vị bộ binh cũng như xe tăng, đồng thời là cơ sở ban đầu để xây dựng sân bay tại đây. Từ căn cứ trên đảo Leyte Không quân Mỹ có thể thực hiện các cuộc không kích tại bất kỳ nơi nào ở Philippines. 

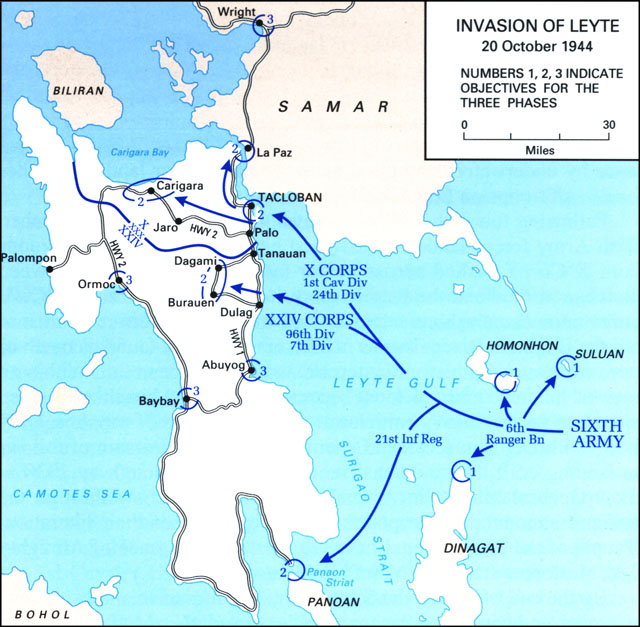
Bản đồ cuộc đổ bộ lên đảo Leyte 20 tháng 10-1944

Chiếm phần lớn diện tích hòn đảo là dãy núi chính với rừng mưa rậm rạp chạy theo hướng Bắc Nam và chia nơi này thành hai thung lũng hay hai đồng bằng duyên hải. Thung lũng Leyte lớn hơn trải rộng từ bờ biển phía bắc dọc theo bờ biển phía đông và là nơi tập trung hầu hết các thị trấn và đường giao thông trên đảo. Thung lũng Ormoc nằm phía tây hòn đảo, được nối với vịnh Leyte bởi con đường cao tốc số 2 quanh co bắt đầu từ thị trấn Palo ở bờ biển phía đông, sau đó chạy theo hướng tây bắc qua thung lũng Leyte đến bờ biển phía bắc, rồi vòng xuống phía nam đi xuyên qua chỗ thắt lại của dãy núi để đến phía bắc thung lũng Ormoc. Tại đây con đường tiếp tục đi xuống phía nam đến hải cảng ở Thành phố Ormoc rồi đi dọc theo bãi biển phía tây đến thị trấn Baybay. Cuối cùng con đường quay trở lại bờ biển phía đông bằng cách băng qua phần thắt dãy núi để nối với dường cao tốc số 1 tại Abuyog. Ngoài các thị trấn ra, một phần ba đảo Leyte ở phía nam còn rất hoang sơ. Địa hình nơi này hiểm trở với nhiều núi cao, đỉnh cao nhất đạt tới 4,400 feet (1,340 m), cùng với các mỏm đá lởm chởm, hang động, và hẻm núi đặc trưng của các đảo núi lửa khiến nơi đây trở thành vị trí lý tưởng cho việc phòng thủ. Nếu chậm trễ trong việc đổ bộ lên đảo, người Mỹ đã có lẽ phải trả giá bằng việc chuyển tới đây nhiều máy bay ném bom, cũng như phải tiếp tế nhiều hơn để chống chọi với những cơn mưa gió mùa. 

Đoàn hộ tống quân Mỹ gần Leyte

Dân số trên đảo khoảng hơn 900.000 người, phần lớn là ngư dân và nông dân, được hi vọng có thể hỗ trợ cuộc đổ bộ của lính Mỹ. Vì nhiều cư dân nơi đây đã giúp đỡ phong trào du kích chống lại quân Nhật chiếm đóng mặc dù bị đàn áp một cách tàn bạo. Theo tin tình báo, người Mỹ ước lượng có khoảng 20.000 quân Nhật trên đảo, phần lớn thuộc Sư đoàn 16 do Trung tướng Shiro Makino chỉ huy.

## Lực lượng đổ bộ
Cuộc đổ bộ lên đảo Leyte là chiến dịch mà quân Đồng Minh huy động một lực lượng lớn nhất nhằm chống lại quân Nhật trên mặt trận Thái Bình Dương. Mọi hoạt động tại đây đều được sự chỉ đạo của Tướng MacArthur, chỉ huy tối cao của hải, lục, không quân trên toàn chiến trường tây nam và trung tâm Thái Bình Dương. Phần lớn việc tiếp tế bằng hải, không quân trên đảo được đảm nhiệm bởi Đệ thất Hạm đội Hoa Kỳ dưới quyền Phó Đô Đốc Thomas C. Kinkaid. Với con số 701 tàu, bao gồm 157 tàu chiến, hạm đội của Kinkaid có đủ khả năng để tiếp tế kịp thời cho chiến dịch. Bên cạnh đó, Hải quân Hoàng gia Úc cũng hỗ trợ quân Mỹ với 5 tàu chiến, 3 tàu đổ bộ và 5 tàu bổ sung.

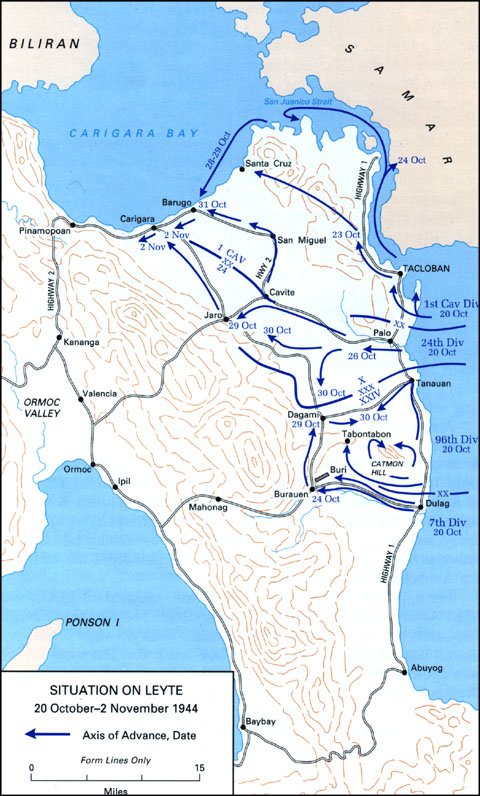
Diễn biến trận Leyte, 20 tháng 10 đến 2 tháng 11-1944

Tập đoàn quân số 6 do Trung tướng Walter Krueger chỉ huy, là lực lượng chính tham chiến trực tiếp, cơ cấu bao gồm hai quân đoàn, mỗi quân đoàn này lại do hai sư đoàn hợp thành. Thiếu tướng Franklin C. Sibert chỉ huy quân đoàn X bao gồm Sư đoàn Kỵ binh số 1 và Sư đoàn Bộ binh 24, Trung đoàn tác chiến độc lập 21. Thiếu tướng John R. Hodge chỉ huy quân đoàn XXIV bao gồm Sư đoàn Bộ binh số 7 và Sư đoàn Bộ binh 96 chưa qua chiến đấu. Lực lượng dự bị gồm có Sư đoàn Bộ binh 32 và 77, Trung đoàn tác chiến độc lập 381 thuộc sư đoàn 96. Các đơn vị hỗ trợ là Tiểu đoàn Ranger 6 có nhiệm vụ đảm bảo an ninh cho những vùng xa xôi của đảo và hướng dẫn Hải quân đến nơi đổ bộ. Ngoài ra còn có đơn vị 6th Army Service Command do Thiếu tướng Hugh J. Casey phụ trách việc tổ chức, điều phối binh lính tại bãi biển và công tác hậu cần cho các đơn vị này kể cả việc xây dựng và tu bổ sân bay và đường sá. Tổng cộng, Gen. Krueger nắm quyền chỉ huy 202.500 lính trong chiến dịch. Bên cạnh đó trên đảo Leyte, còn có 3.000 quân du kích Philippines do Trung tá Ruperto Kangleon phối hợp với lực lượng với đổ bộ.
Chiến dịch làm chủ đảo Leyte của Tập đoàn quân số 6 trải qua 3 giai đoạn. Đầu tiên là việc bao vây ba hòn đảo kế cận nhằm làm chủ vịnh Leyte từ hướng Đông bắt đầu ngày 17 tháng 10, 3 ngày trước khi cuộc đổ bộ lên bãi biển dài 50 dặm (80 km) được tiến hành. Ngày 20 tháng 10, hai quân đoàn X và XXIV Thủy quân Lục chiến đổ bộ lên hai bãi biển khác nhau mặt Đông đảo Leyte, nơi đầu tiên là bãi biển nằm phía bắc gần Tacloban, sau đó là bãi biển dài 15 dặm (24 km) ở phía nam. Quân đoàn X sẽ chiếm giữ lấy thành phố Tacloban và sân bay chính của thành phố phía bắc nơi đổ bộ, làm chủ eo biển chiến lược nằm giữa đảo Leyte và Samar, rồi tiến qua Thung lũng Leyte từ phía bắc. Còn quân đoàn XXIV có nhiệm vụ đảm bảo an toàn cho bãi biển phía nam Thung lũng Leyte cho các bước triển khai sân bay và hậu cần tiếp theo. Trong khi đó, Trung đoàn tác chiến độc lập 21 sẽ độ bộ và làm chủ eo biển nằm giữa đảo Leyte và đảo Panaon. Trong giai đoạn thứ 3, hai Sư đoàn sẽ tiến theo hai con đường khác nhau xuyên qua dãy núi tiến đến Thung lũng Ormoc, quét sạch quân địch trên bờ biển phía tây hòn đảo, đồng thời với việc chiếm giữ các căn cứ trên đảo Samar cách Tacloban 35 dặm (56 km) về hướng Bắc.

## Diễn biến

### Đổ bộ
Các chiến dịch mở màn cho trận đánh diễn ra vào bình minh ngày 17 tháng 10 với các hoạt động rà soát bom mìn và cuộc hành quân của Tiểu đoàn Rangers 6 cùng với một đại đội từ Trung đoàn Bộ binh 21 tiến về 3 hòn đảo nhỏ nằm trong vịnh Leyte. Mặc dù bị trì hoãn bởi cơn bão nhiệt đới nhưng sau đó Tiểu đoàn Rangers cũng đã đặt chân lên được đảo Suluan và Dinagat vào lúc 12 giờ 30 phút buổi trưa cùng ngày. Trên đảo Suluan, họ chia nhỏ quân Nhật ra từng nhóm nhỏ để tiêu diệt và sau đó phá hủy trạm phát thanh đặt tại đây. Trong khi đó, trên đảo Dinagat lại không hề có sự hiện diện của một lính Nhật nào. Sau khi làm chủ được hai đảo, lính Mỹ bắt đầu ra dấu hiệu để các phương tiện đổ bộ theo sau họ ba ngày sau đó. Ngày kế tiếp, hòn đảo thứ ba Homonhon nhanh chóng được chiếm giữ mà không có sự chống cự nào. Trong lúc đó hoạt động do thám đảm trách bởi Biệt đội người nhái đã chỉ ra được nơi an toàn cho một cuộc đổ bộ quy mô lớn lên đảo Leyte.

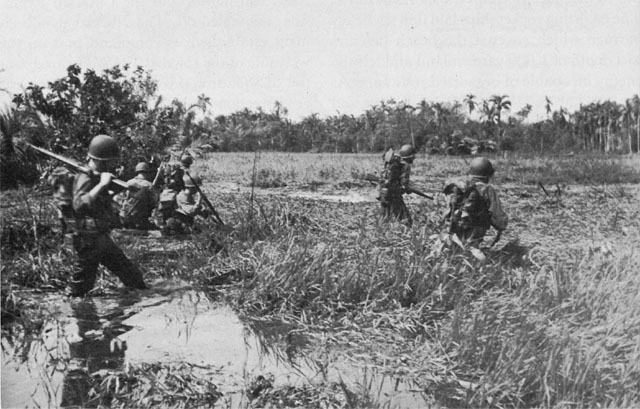
Các binh lính thuộc Sư đoàn kỵ binh số 1 đang lội qua một đầm lầy trên đảo Leyte

Ngày 20 tháng 10, theo sau 4 giờ oanh kích dữ dội của Hải quân, Tập đoàn quân số 6 đổ bộ lên bãi biển định trước lúc 10:00 giờ. Sau đó, Quân đoàn X tiến vào sâu trong đất liền 4 dặm (6.5 km) dọc theo bãi biển nằm giữa sân bay Tacloban và sông Palo. Cách đó 15 dặm (24 km) về hướng Nam, Quân đoàn XXIV đã đổ bộ lên bờ biển dài 3 dặm (5 km) nằm giữa San José và sông Daguitan. Tại đây quân Mỹ đã gặp phải hỏa lực kháng cự từ những công sự của quân Nhật trên đầm lầy. Trong vòng 1 giờ sau đó, phần lớn các đơn vị Mỹ đã tiến sâu vào bãi biển đủ có thể nhận được sự tiếp tế cần thiết từ hải, không quân. Chỉ duy nhất các phương tiện đổ bộ của Sư đoàn 24 bị hỏa lực quân địch cầm chân. Và khi mà bãi biển đã hoàn toàn an toàn lúc 13 giờ 30 phút, Tướng MacArthur có thể theo sau binh lính và nói lời tuyên bố nổi tiếng về trận giải phóng Philippines: "Hỡi nhân dân Philippines, Ta đã trở về! Nhờ ân huệ Chúa toàn năng, quân đội chúng ta đã đặt chân trở lại trên đất Philippines."
Vào cuối ngày, Tập đoàn quân số 6 đã tiến vào sâu trong đất liền 2 dặm (3 km) và chiếm được eo biển Panaon cực Nam đảo Leyte. Về phần Quân đoàn X và Sư đoàn Kỵ binh số 1 đã làm chủ được sân bay Tacloban, và Sư đoàn Bộ binh 24 đã lấy được điểm cao trên đồi 522 bao quát được phần bãi biển của đơn vị. Quân đoàn XIV, Sư đoàn Bộ binh 96 đã tiếp cận đồi Catmon. Còn Sư đoàn bộ binh số 7 giải phóng được thị trấn Dulag, nơi mà lực lượng Nhật do Tướng Makino đã rút lui về thị trấn Dagami cách đó 10 dặm (16 km). Trong những cuộc chạm trán ban đầu này, quân Mỹ đã tổn thất 49 người chết, 192 bị thương và 6 bị mất tích.

### Chiến dịch phía nam thung lũng Leyte
Vài ngày sau đó, Quân đoàn 6 tiến một cách vững chắc vào trung tâm đảo chỉ gặp phải các cụm kháng cự rời rạc và yết ớt. Sư đoàn Kỵ binh số 1 do Thiếu tướng Verne D. Mudge đã là chủ hoàn toàn thủ phủ Tacloban vào ngày 21 tháng 10. Đến ngày 23 tháng 10, tại đây diễn ra buổi lễ khôi phục chính quyền dân sự trên đảo do Tướng MacArthur chủ trì. Tiếp đó nhiệm vụ bảo vệ thành phố được chuyển giao cho Lữ đoàn Kỵ binh số 1 và 2 sau khi Sư đoàn Kỵ binh 1 lãnh nhiệm vụ mới. 

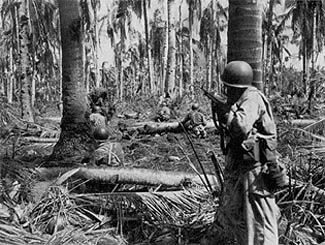
Một lính bộ binh Mỹ đang di chuyển cẩn trọng về phía một ụ súng máy

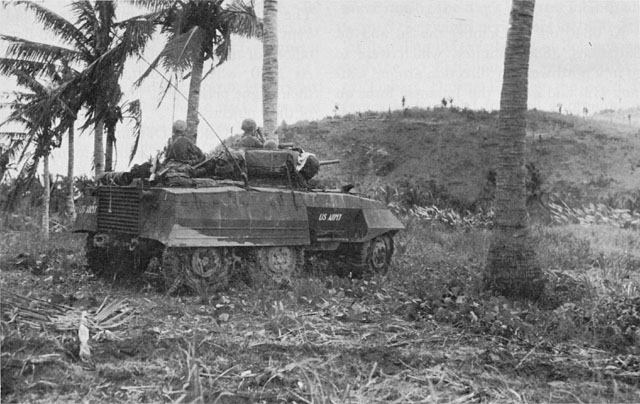
Xe bọc thép Mỹ tại mũi đất Labiranan

Bên cánh trái của Quân đoàn X, Sư đoàn Bộ binh 24 do Thiếu tướng Frederick A. Irving đã gặp phải sự kháng cự quyết liệt của quân Nhật khi đi sâu vào trong đảo. Sau nhiều ngày đêm đối đầu gay go, giết được 800 lính, Trung đoàn Bộ binh 19 và 34 đã phá được vòng vây tại bãi biển và làm chủ được cao điểm mở vào cửa ngỏ phía bắc Thung lũng Leyte. Cho đến ngày 1 tháng 11, sau 7 ngày hành quân phối hợp giữa xe tăng và bộ binh và được yểm trợ bởi pháo binh, cả hai Trung đoàn đã tiến qua thung lũng Leyte tiếp cận được bờ biển phía bắc và hải cảng ở Carigara. Ngày tiếp theo, Lữ đoàn Kỵ binh số 2 chiếm được Carigara. Trong suốt cuộc hành quân Sư đoàn 24 đã gây cho đối phương tổn thất gần 3000 lính và khiến cho hải cảng chính trên đảo—thành phố Ormoc nằm bên bờ biển phía tây—là nơi duy nhất còn lại nằm dưới sự kiểm soát của quân Nhật. 

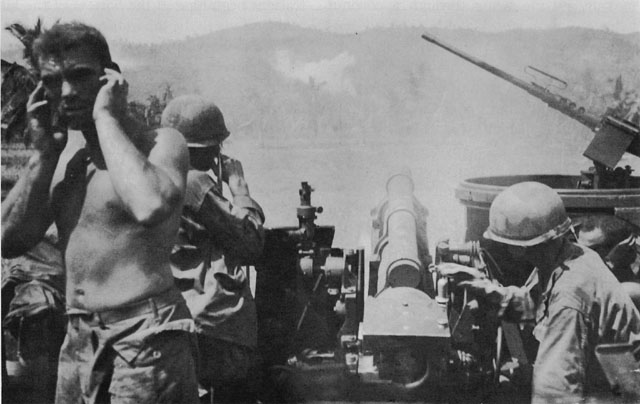
Một khẩu pháo 105 li đang bắn phá đồi Catmon

Từ vị trí đóng quân của quân đoàn XXIV Tướng Hodge đã gửi 2 sư đoàn tới phía nam thung lũng.Leyte, nhằm chiếm lấy 4 sân bay tại đây và lập một trung tâm hậu cần lớn cho toàn bộ lực lượng trên đảo. Nhiệm vụ của Sư đoàn Bộ binh 96 do Thiếu tướng James L. Bradley chỉ huy là chiếm đồi Catmon, có độ cao 1.400 feet (420 m), nơi cao nhất có thể bao quát cả hai quân đoàn XX và XXIV. Địa điểm này được quân Nhật dùng để quan sát cũng như nã pháo nhắm vào các phương tiện đổ bộ cập vào bờ. Dưới làm pháo yểm trợ của Hải quân và pháo binh, Bradley dẫn đầu cánh quân tiến qua những đầm lầy đến mũi đất Labiranan ở mặt tây nam của đồi Catmon. Sau ba ngày chiến đấu căng thẳng, Trung đoàn Bộ binh 382 chiếm được căn cứ hậu cần chiến lược của Nhật tại Tabontabon, nằm sâu 5 dặm (8 km) trong đất liền, tiêu diệt 350 lính Nhật vào ngày 28 tháng 10. Cùng lúc đó, 2 tiểu đoàn đến từ Trung đoàn Bộ binh 381 và 383 chậm chạp tiến từ hai hướng ngược nhau khép chặt đồi Catmon và gặp phải sự kháng cự quyết liệt của tại đây. Khi lính 
Mỹ quét sạch quân địch tại đây ngày 31 tháng 10, họ đã tiêu diệt 53 boongke, 17 hang động, và một số vị trí pháo hạng nặng. 
Bên cánh trái của Quân đoàn XXIV, Sư đoàn Bộ binh số 7 dưới quyền Thiếu tướng Archibald V. Arnold tiến về đánh chiếm lấy 4 sân bay nằm giữa hai thị trấn Dulag và Burauen. Ngày 21 tháng 10, Trung đoàn Bộ binh 184 đã làm chủ được sân bay Dulag, trong khi Trung đoàn Bộ binh 32 đã loại toàn bộ quân Nhật hai bên bờ sông Calbasag ra khỏi vòng chiến. Những cuộc đụng độ đẫm máu nhất diễn ra khi các xe thiết giáp đi tiên phong mở đường cho bộ binh. Tại Burauen, Trung đoàn Bộ binh 17 gặp phải sự chống trả quyết liệt nhưng vô ích từ những lính Nhật ở trong hố cá nhân hay những cuộc đánh bom tự sát bằng cách buộc chất nổ vào mình và xông vào các xe thiết giáp. Cách đó một dặm về hướng Bắc, những binh lính thuộc quân đoàn 32 đã tiêu diệt hơn 400 quân đối phương tại sân bay Buri. Trong khi đó hai tiểu đoàn thuộc Trung đoàn 184 nhập vào Trung đoàn Bộ binh 17 tiến về thị trấn Dagami cánh Burauen 6 dặm (10 km) về hướng Bắc. Tại đây, quân Mỹ dùng súng phun lửa để loại quân Nhật trú ẩn trong các công sự. Đến ngày 30 tháng 10, thị trấn rơi vào tay quân Mỹ, điều này buộc Tướng Makino phải sơ tán trung tâm chỉ huy quân Nhật xa hơn về phía tây. Cùng lúc đó, ngày 29 tháng 10, Trung đoàn 32 và Tiểu đoàn 2, được dẫn đường bởi Tiểu đội do thám Kỵ binh số 7, tiến về phía nam 15 dặm (24 km) dọc theo bờ biển đến thị trấn Abuyog, và sau đó băng qua dãy núi trung tâm đảo theo hướng Tây đến vịnh Ormoc trong 4 ngày tiếp theo mà không gặp phải một sự chống trả nào.

### Quân Nhật phản công
Khi tập đoàn quân số 6 tiến ngày càng sâu vào trong đảo Leyte, họ đã vấp phải các cuộc phản công của quân Nhật cả trên không và trên bộ. Ngày 24 tháng 10, có khoảng 150 đến 200 máy bay Nhật tiếp cận các vị trí trên bãi biển và tàu quân Mỹ từ hướng Bắc. Đáp trả lại, người Mỹ cho xuất kích 50 chiến đấu cơ từ đất liền để đánh chặn các máy bay này, kết quả đã tiêu diệt trong khoảng 66 và 84 máy bay. Tuy nhiên các cuộc không kích tương tự vẫn tiếp diễn liên tục ban ngày và ban đêm trong 4 ngày tiếp theo đã gây ra nhiều thiệt hại cho các kho đạn tại đây và được xem như là mối đe dọa thường trực cho các tàu Hải quân. Nhưng đến ngày 28 tháng 10, những đợt phản công của quân Mỹ bằng không quân nhằm phá hủy các sân bay và tàu tiếp tế đã làm suy giảm sức mạnh không quân đối phương và loại bỏ khả năng thực hiện các cuộc không chiến theo quy ước của không quân Nhật. Sau khi khả năng của không quân bị thiệt hại đáng kể, người Nhật bắt đầu thực hiện các cuộc tấn công tự sát bằng máy bay được mệnh danh là thần phong, một phi đội được cử thực hiện lái các máy bay chất đầy bom đâm trực tiếp vào các tàu tiếp tế. Họ chọn mục tiêu là các tàu vận chuyển và hộ tống thả neo trên vịnh Leyte từ đầu cuộc chiến và kết quả là đã nhấn chìm 1 tàu hộ tống chở máy bay và gây thiệt hại nặng cho nhiều tàu khác. 

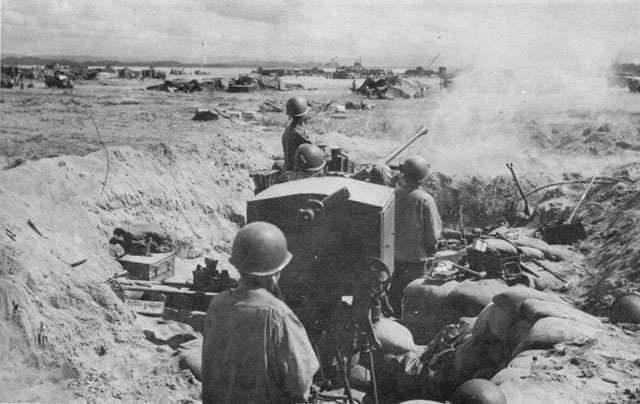
Súng phòng không của quân Mỹ tại sân bay Tacloban

Ngoài khơi lại xuất hiện mối đe dọa lớn hơn cho quân Mỹ: nhằm cắt đứt mọi sự tiếp tế của Hải quân Mỹ cho Tập đoàn quân số 6, Hải quân Đế quốc Nhật Bản đã tung ra gần một nửa lực lượng của mình tham gia vào chiến dịch Leyte trong ba nhóm chính. Nhóm thứ nhất bao gồm bốn tàu sân bay, tuy nhiên không vận chuyển một máy bay nào, nhận nhiệm vụ làm mồi nhử nhằm lôi kéo Đện tam Hạm đội đi về phía bắc ra xa khỏi vịnh Leyte. Nếu kế hoạch này thành công, hai nhóm còn lại, bao gồm chủ yếu là các tàu chiến hạng nặng, sẽ xâm nhập vịnh Leyte từ phía tây và tấn công vào các tàu hậu cần của quân Mỹ. 

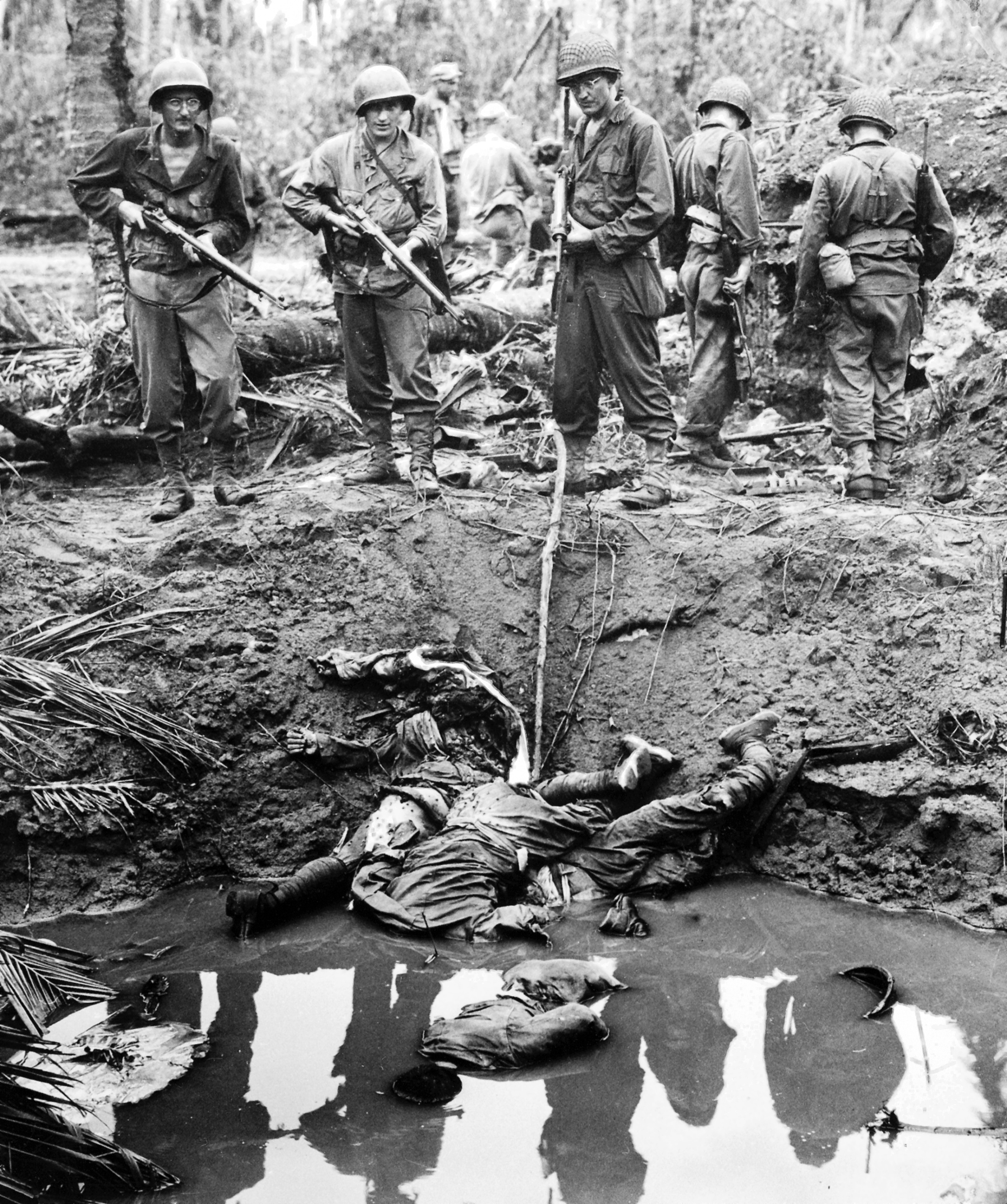
Ba lính bắn tỉa Nhật bị giết chết trong một hố bom đầy nước

Ngày 23 tháng 10, mọi sự xâm nhập của Hải quân Nhật đều bị phát hiện. Kế hoạch của họ bị phá sản hoàn toàn, các đơn vị Hải quân Nhật phải tham gia vào Trận chiến vịnh Leyte, trận hải chiến lớn nhất trên Thái Bình Dương và cũng là một trong những trận hải chiến lớn nhất trong lịch sử, diễn ra từ ngày 23 tháng 10 đến 26 tháng 10. Kết quả là người Nhật bị thất bại nặng nề và Hải quân của họ không thể tham chiến trong bất kỳ trận đánh nào sau đó. Tuy nhiên đến ngày 11 tháng 12 quân Nhật vẫn có thể bổ sung lực lượng trên đảo Leyte hơn 34.000 lính và hơn 10.000 tấn trang thiết bị, phần lớn thông qua cảng Ormoc trên bờ biển phía tây, cho dù lực lượng hộ tống bị tổn thất nhiều do các cuộc không kích liên tục của không quân Mỹ, kể cả cuộc chạm trán tại vịnh Ormoc.

### Hành quân về phía bắc thung lũng Leyte
Sự tăng cường lực lượng quân Nhật trên đảo đã làm trì hoãn kế hoạch của Tướng Krueger và MacArthur. Thay vì chiếm lấy miền đồng bằng phía đông rồi hành quân càn quét các vị trí kháng cự còn lại, Tập đoàn quân 6 chuyển sang chuẩn bị dàn quân cho các trận đánh trên các ngọn núi ở mặt Tây và huy động ba sư đoàn bổ sung nhằm kết thúc nhanh chóng trận đánh, đồng thời hoàn thành thời hạn do Tướng MacArthur đề ra cho chiến dịch Philippines và kế hoạch điều động lực lượng của Bộ Chiến tranh ở Thái Bình Dương.
Đến ngày 2 tháng 11 Sư đoàn Kỵ binh số 1 và Sư đoàn Bộ binh 24 hội quân tại Carigara đánh dấu sự kết thúc thắng lợi của chiến dịch. Sau 17 ngày chiến đấu, Tập đoàn quân số 6 hoàn thành tất cả mục tiêu của giai đoạn 1 và 2 của chiến dịch, cũng như một phần ba kế hoạch đề ra cho giai đoạn ba tại Abuyog. Bên cạnh đó, các đơn vị thuộc Sư đoàn 7 tiến qua mặt Tây đảo từ phía nam vùng kiểm soát của quân đoàn XXIV và tiếp cận được thị trấn Baybay. Những chiến thắng liên tiếp khiến cho Thung lũng Ormoc ở mặt Tây đảo là khu vục sau cùng còn nằm trong tay quân Nhật.
Để quét sạch quân Nhật ra khỏi Thung lũng Ormoc, Tướng Krueger đề nghị một chiến dịch gọng kiềm lớn, với sự tham gia của quân đoàn X hành quân từ hướng nam băng qua dãy núi và quân đoàn XXIV hành từ hướng Bắc men theo bờ biển. Để nhanh chóng dẹp tan sự kháng cự ngày một tăng phía bắc đảo, Tướng Krueger huy động thêm Sư đoàn Bộ binh 32 và 77, trong khi Tướng MacArthur điều động Sư đoàn không vận 11 hỗ trợ. Đồng thời Trung đoàn chiến đấu độc lập 21 rời khỏi Panaon để nhập với Sư đoàn 24 và được thay thế bởi một tiểu đoàn của Sư đoàn 32. Ngày 3 tháng 11, Sư đoàn Bộ binh 34 hành quân từ hướng Tây Carigara quét sạch các vị trí kháng cự còn lại ở phía bắc bãi biển trước khi quay trở lại hướng Nam tham gia vào chiến dịch. Cuộc chạm trán đầu tiên xảy ra khi Tiểu đoàn số 1 bị trúng hỏa lực thù địch từ dải đất cao dọc theo đường cao tốc. Được yểm trợ bởi Tiểu đoàn Pháo binh 63, quân Mỹ nhanh chóng làm chủ được dải đất và Sư đoàn 34 tiếp tục hành quân suốt đêm tiến về thị trấn Pinamopoan mà không gặp phải sự kháng cự nào, tại đây họ khám phá một số lượng khổng lồ vũ khí bị quân Nhật bỏ lại, rồi sau đó tạm nghỉ tại nơi đường cao tốc số 2 quay về phía nam nơi có nhiều ngọn núi.

### Trận đánh tại dải đất Breakneck và Kilay
Đến ngày 7 tháng 11, Sư đoàn Bộ binh 21 tham gia vào một trận đánh giằng co đầu tiên trên đảo Leyte khi đang di chuyển dọc theo đường cao tốc số 2, gần vịnh Carigara. Khi ấy một Trung đoàn lính Mỹ cùng với tiểu đoàn 3 thuộc Trung đoàn Bộ binh 19, đi tiên phong đã vấp phải sự chống trả quyết liệt từ Sư đoàn 1 mới bổ sung của đối phương. Quân Nhật dàn quân từ Tây sang Đông chắn ngang con đường bằng các khúc gỗ, và thiết lập một hệ thống dày đặc các đường hào cùng với vô số lính Nhật ngồi chờ trong các hố cá nhân được ngụy trang cho một cuộc tấn công bất ngờ vào quân Mỹ. Tất cả đã tạo nên cứ điểm vô cùng lợi hại, được lính Mỹ nói đến với cái tên "Dải đất Đáng sợ" (tiếng Anh Breakneck).
Ngày tiếp theo 8 tháng 11, một cơn bão nhiệt đới ập vào đảo mang theo những cơn mưa nặng hạt kéo dài nhiều ngày sau đó đã cản trở bước tiến quân Mỹ. Mặc cho cơn bão và gió giật mạnh, đã làm đổ ngã nhiều cây cối và khiến cho mặt đất xuất hiện nhiều bãi bùn lầy lội, đồng thời làm chậm trễ các chuyến tàu hỏa mang đồ tiếp tế, nhưng Sư đoàn Bộ binh 21 vẫn nhích từng bước chậm chạp và chặn đứng được các cuộc tấn công từ đối phương. Trận đánh giằng co xảy ra tại các điểm cao khi mà các Đại đội Mỹ phải liên tục rút lui để rồi sau đó chiếm lại các ngọn đồi mà họ đã từng lấy được trước đó. Lính Mỹ chuyển sang tập trung bao vây và tiếp cận Đồi 1525 với độ cao 2 dặm (3,2 km) từ hướng Đông, nhằm tạo điều kiện cho Tướng Irving có thời gian để dàn quân dọc theo chiến tuyến dài 4 dặm (6,4 km) của quân Nhật ngang đường cao tốc số 2.
Suốt năm ngày chiến đấu liên tục và hai đêm đẩy lùi các cuộc phản công của quân Nhật, mọi cố gắng của người Mỹ nhằm phá vỡ hệ thống phòng thủ quân Nhật đều trở nên vô ích. Tướng Irving quyết định thay đổi chiến lược tấn công bằng cách thiết lập hai vòng vây phong tỏa các ngọn đồi. Tiểu đoàn 2 thuộc Sư đoàn 19 nhận nhiệm vụ đi vòng về hướng Đông quanh đồi 1525 sau cánh phải quân Nhật và cắt đứt đường cao tốc số 2, cánh dải đất Breakneck 2,3 dặm (4,8 km) về phía nam. Để bao vây cánh trái quân Nhật, Irving gửi Tiểu đoàn 1 thuộc Sư đoàn 34 do Trung tá Thomas E. Clifford chỉ huy, đi bằng đường biển đổ bộ lên một vị trí cách khúc rẽ của đường cao tốc số 2 hai dặm (3,2 km) về hướng Tây rồi sau đó đơn vị di chuyển vào trong đất liền. Sau khi băng qua một dải dất và sông Leyte, quân Mỹ tiếp cận được dải đất Kilay cao 900 feet (270 m), vị trí cao nhất nằm phía sao chiến trường chính. Mặc dù gặp phải di chuyển dưới chịu hỏa lực thù địch và các cơn mưa tầm tã khiến cho tầm nhìn bị hạn chế chỉ còn vài mét nhưng hai tiểu đoàn vẫn tiến đến được các vị trí cánh nhau 910 m ở hai bên đường cao tốc trong ngày 13 tháng 11. Clifford lập tức phát lệnh tấn công dải đất Kilay từ hướng Tây, trong khi tiểu đoàn 2 đột kích vào một ngọn đồi bên cánh phải. Nhưng không tiểu đoàn nào đạt được mục tiêu của họ. 

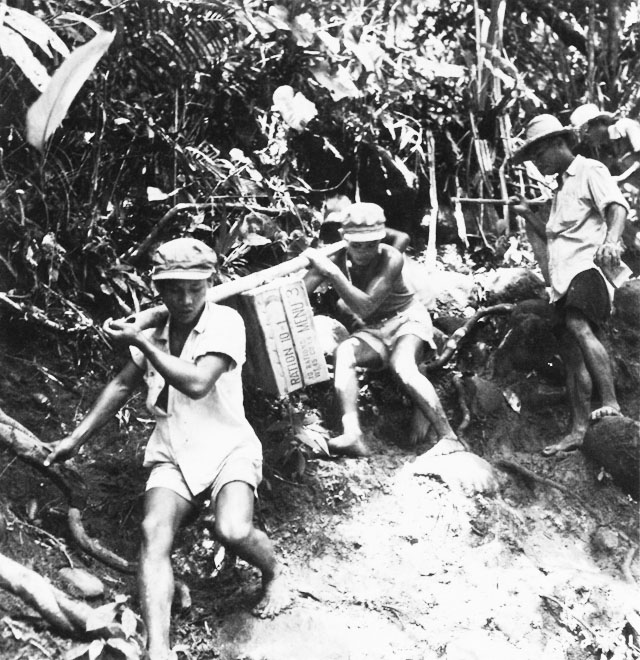
Các nhân công tình nguyện người Philippines đang tiếp tế cho Lữ đoàn Kỵ binh 12

Hai tuần hành quân gian khổ qua địa hình đầy bùn đất và dưới các cơn mưa liên tục, thậm chí phải đi dưới làn đạn pháo yểm trợ từ phía sau, Clifford cùng các binh lính dưới quyền hoàn thành nhiệm vụ tiêu diệt các lính Nhật ẩn núp tại các vị trí dọc theo con đường dẫn tới dải đất Kilay. Đến ngày 2 tháng 11, tiểu đoàn do Clifford chỉ huy cuối cùng đã làm chủ được ngọn đồi quan trọng nhìn xuống đường cao tốc số 2, và sau đó nhiệm vụ chiếm giữ nhanh chóng được chuyển giao cho Sư đoàn 32. Quân Mỹ chịu tổn thất 26 người chết, 101 bị thương và 2 người mất tích, so với con số 900 người chết về phía quân Nhật. Để ghi nhận những chiến công tại dải đất Kilay Ridge và vùng phụ cận, cả hai tiểu đoàn đều được trao tặng danh hiệu "Đơn vị Tuyên dương Tổng thống". Còn Clifford được phong tặng Huân chương thập tự chiến công xuất sắc. Nhưng phải đến tận ngày 14 tháng 12, Sư đoàn Kỵ binh số 1 và Sư đoàn 32 mới hoàn toàn chiếm giữ được dải đất Breakneck và Kilay, cùng với vùng phụ cận, loại bỏ được vị trí phòng thủ vững chắc nhất dọc theo đường cao tốc số 2 nằm giữa vịnh Carigara và thung lũng Ormoc.
Trong khi chiến dịch đang diễn ra, bước tiến của quân Mỹ luôn bị hạn chế bởi vấn đề hậu cần. Địa hình nhiều đồi núi và đường sá bị hư hỏng nặng buộc các đơn vị tiếp tến Tập đoàn quân số 6 phải chuyển những chuyến hàng chuyên chở bằng xe lửa qua các phương tiện đổ bộ của Hải quân, thả bằng máy bay, xe kéo pháo, xe tải, thậm chí là dùng cả những con trâu và hàng trăm người khuân vác Philippines. Và một nguyên nhân không kém phần quan trọng là do lịch trình chồng chéo đã làm chậm công tác hậu cần cũng như các hoạt động trên chiến trường, đặc biệt ở phía đông thung lũng Ormoc và các đỉnh núi dọc theo vịnh Ormoc.

### Tiến qua thung lũng Ormoc
Trong khi quân đoàn X đang tiến về thung lũng Ormoc từ hướng Bắc, thì ở phía nam thung lũng, quân đoàn XXIV tập hợp củng cố lực lượng quanh Baybay để sẵn sàng cho một cuộc hành quân dọc theo bờ biển phía tây phối hợp với quân đoàn X. Đến giữa tháng 11 quân đoàn XXIV chỉ có duy nhất Sư đoàn 32 đóng ở phía tây đảo Leyte, trong khi Sư đoàn 7 còn lại vẫn còn ở Burauen. Chỉ đến khi có sự hỗ trợ từ Sư đoàn Không vận 11 vào ngày 22 tháng 11, Tướng Hodge mới có thể cho toàn bộ Sư đoàn 7 hành quân về phía tây. Vào tối ngày 23 tháng 11, Sư đoàn 32 bị bất ngờ tấn công bởi Sư đoàn 26 quân Nhật với tiểu đoàn 2 tiên phong, nhưng quân Mỹ dễ dàng chiếm lại những nơi đã mất vào ngày hôm sau. Tướng Arnold ra sức tập trung củng cố lực lượng bằng việc sáp nhập Tiểu đoàn 1 thuộc Sư đoàn 184 vào Sư đoàn 32 bao gồm cả việc bổ sung thêm Tiểu đoàn xe tăng 767, Tiểu đoàn pháo binh chiến trường 49, và các khẩu pháo 155 li không được dùng do chiến dịch Yap bị hủy bỏ. Kết quả là quân Nhật liên tục bị bắn phá bởi các đơn vị mới này, điều đó khiến cho quân Nhật chuyển sang tập trung tấn công các đơn vị pháo binh Mỹ vào đêm 24 tháng 11, và họ đã phá hủy được 4 khẩu pháp 105 li. Ngày tiếp theo, Tiểu đoàn pháo binh chiến trường 57 đến tăng viện thêm cho Sư đoàn 7 được năm khẩu pháo tạo nên lực lượng phòng thủ chính yếu của quân Mỹ. Bất chấp thương vong cao do hỏa lực mạnh từ các đơn vị trên quân Nhật liên tục tấn công vào dải đất Shoestring trong nhiều đêm liên tiếp. Chỉ đến ngày 27 tháng 11, lính Mỹ mới có thể làm chủ được tình hình và gây thiệt hại cho đối phương với khoảng 500 người chết và 29 súng máy bị bỏ lại bên trong và bên ngoài phòng tuyến khi đang tiến lên hướng Bắc.
Tướng Arnold cuối cùng cũng tiến được về phía Thung lũng Ormoc với một chiến thuật lạ thường. Đêm ngày 4 tháng 12, những chiếc xe thuộc Tiểu đoàn Tăng đổ bộ 776 di chuyển từ đất liền ra biển và đổ bộ lên một nơi dọc theo bãi biển về hướng Bắc cách các đơn vị còn lại 1000 yard (914,4 m). Buổi sáng hôm sau, những chiếc xe tăng được lệnh di chuyển vào sâu trong đất liền 200 yard (182,88 m) và nã đạn pháo vào những ngọn đồi năm trên đường hành quân của Trung đoàn 17 và 184. Chiến lược mới tỏ ra hiệu quả, làm tan rã hầu hết hệ thống phòng thủ của quân Nhật, ngoại trừ những vị trí phòng thủ nằm phía bên kia sườn núi trong đất liền tránh được hỏa lực từ các xe tăng ngoài bờ biển. Tiếp đó Sư đoàn 7 tiến về phía bắc cùng với hai trung đoàn đã vấp phải hỏa lực mạnh từ Đồi 918, nơi mà từ đây có thể bao quát cả bãi biển nằm sát thành phố Ormoc. Phải mất hai ngày chiến đấu giằng co, Trung đoàn 17 và 184 mới có thể làm chủ nơi này tạo điều kiện cho cuộc hành quân tiếp tục diễn ra. Đến ngày 12 tháng 12, tiểu đoàn đi tiên phong do Tướng Arnold chỉ còn cách phía nam thành phố Ormoc không tới 10 dặm (16,1 km).

### Ormoc thất thủ
Trong khi Tướng Arnold tiến mỗi ngày một gần hơn đến Ormoc, thì quân Nhật bất ngờ tấn công sân bay Burauen bằng lực lượng từ Sư đoàn 16 và 26 xuất phát từ vùng núi ở trung tâm đảo với sự tham gia của Trung đoàn Không vận và Ném bom 3 và 4 từ Luzon. Có khoảng 350 lính dù của Nhật được thả xuống vào lúc chạng vạng tối ngày 6 tháng 12, hầu hết ở gần đường băng San Pablo. Mặc dù cuộc tấn công thiếu sự hiệp đồng cần thiết, nhưng các lính Nhật cũng thiết lập được vòng vây nhằm vào các kho vũ khí mà họ đã bỏ lại khi rút lui, hòng chiếm lại và sử dụng để chống lại quân Mỹ trong 4 ngày tiếp theo. Ngay sau đó, quân Mỹ vội vàng tập hợp các nhóm lính hỗ trợ và hậu cần của Sư đoàn 7 để cầm chân quân Nhật cho đến khi có thêm lực lượng tăng viện từ Sư đoàn không vận 11 và Sư đoàn Bộ binh 38 nhằm tập trung đầy đủ sức mạnh cần thiết để đẩy lùi và đánh bại những lính dù đối phương vào hoàng hôn ngày 11 tháng 12. Cuộc tấn công chỉ thu được kết quả ít ỏi với vài kho đạn và máy bay Mỹ bị phá hủy khiến cho kế hoạch xây dựng bị chậm lại, nhưng hoàn toàn thất bại trong việc gây ra bất cứ tác động nào lên tiến độ của toàn chiến dịch Leyte. 

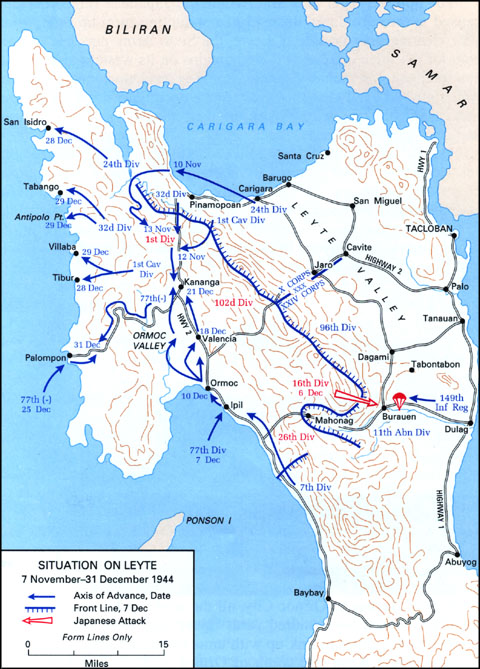
Diễn biến trận Leyte, 7 tháng 11 đến 31 tháng 12-1944

Trong lúc đó, tại bờ biển phía tây đảo Leyte, quân đoàn XXIV được tăng viện bởi Sư đoàn Bộ binh 77 do Trung tướng Andrew D. Bruce đổ bộ lên phía nam thành phố Ormoc vào ngày 7 tháng 12. Các Trung đoàn Bộ binh 305, 306, và 307 thuộc Sư đoàn 77 đổ bộ lên bờ biển không chịu một thiệt hại nào mặc dù các tàu hải quân đang chống chọi các cuộc tấn công tự sát thần phong. Sự bổ sung kịp thời của Sư đoàn 77 tạo điều kiện cho Sư đoàn 7 tiếp tục tiến về hướng Bắc, và làm phân tán lực lượng Nhật phải thành hai phần. Tướng Suzuki yêu cần đơn vị đóng ở Burauen rời khỏi vùng núi tiến về củng cố Thung lũng Ormoc. Tuy nhiên chỉ duy nhất một vài đơn vị nhỏ lính Nhật đã kiệt sức và đói đến nơi sẵn sàng cho nhiệm vụ tiếp theo.
Sư đoàn 77 đã vấp phải sự kháng cự mạnh mẽ tại Camp Downes ban đầu một đồn cảnh sát Philippines trước chiến tranh. Yểm trợ bởi Tiểu đoàn Pháo binh chiến trường 305 và 902, Tướng Bruce cùng với các binh lính tiến qua Camp Downes vào thành phố Ormoc vào ngày 10 tháng 12. Trong trận này, lính Mỹ đã loại ra khỏi vòng chiến 1.506 quân Nhật vào bắt được 7 tù binh với thương vong 123 người chết hay bị thương và 13 người mất tích. Sau khi lấy được thành phố Ormoc, Quân đoàn XXIV và X chỉ còn cách nhau 16 dặm (25,7 km). Bị kẹt lại giữa hai cánh quân Mỹ, vị trí phòng thủ cuối cùng của quân Nhật là một pháo đài nhỏ nằm phía bắc Ormoc. Tại nơi này, Trung đoàn Bộ binh độc lập 12 Nhật đã chiến đấu quyết liệt trong suốt hai ngày. Đến 14 tháng 12, Trung đoàn 305 dập tắt mọi sự kháng cự từ đây, được hỗ trợ bởi hỏa pháo và sử dụng vũ khí mới như súng phun lửa, xe ủi đất bọc thép. Sau trận đánh Đại tá Robert B. Nett được trao Huân chương danh dự vì hành động chiến đấu quả cảm khi dẫn đầu Tiểu đoàn 2, Trung đoàn 305 tiến lên bất chấp hỏa lực thù địch và xông vào đánh giáp lá cà bằng tay không, giết được một số lính Nhật.

### Hành quân về phía tây
Sau khi thung lũng Ormoc nằm trong tầm kiểm soát quân Mỹ, Sư đoàn 77 đóng tại sân bay Valencia, cách Ormoc 7 dặm (11,2 km) về hướng Bắc ngày 18 tháng 12, và sau đó tiếp tục tiến lên bắt liên lạc với quân đoàn X. Cùng ngày, Tướng Sibert yêu cầu Sư đoàn Kỵ binh số 1 kết thúc cuộc hành quân về hướng Nam. Trung đoàn Kỵ binh 12 được lệnh rời vùng núi trung tâm theo con đường ở phía tây nam ra đường cao tốc số 2, rồi hành quân dọn dẹp các vị trí quân Nhật trải dài 3 dặm (4,8 km) dọc theo con đường sau khi những đợt bắn phá vởi Tiểu đoàn Pháo binh chiến trường 271. Tại phía bắc thung lũng Ormoc, Sư đoàn 32 vẫn đang tiến từng bước vững chắc trước những cuộc kháng cự dọc theo đường cao tốc số 2. Sau khi vượt qua được dải đất cao Kilay, họ tiến vào vùng rừng mưa rậm rạp làm cho tầm nhìn bị giới hạn và việc xác định vị trí quân Nhật càng khó khăn hơn. Dùng súng phun lửa, lựu đạn cầm tay, súng trường, và lưỡi lê, lính Mỹ giành giật từng vị trí một, và sau năm ngày chiến đấu giằng co, Trung đoàn 126 và 127 chỉ tiến được ít hơn một dặm (1.600 m). Tại đây hai đội tuần tra của Sư đoàn Kỵ binh 12 và Trung đoàn 306 thuộc Sư đoàn 77 bắt liên lạc vào ngày 21 tháng 12 đánh dấu sự nối liền quân đoàn X và quân đoàn XXIV đồng thời khép lại cuộc hành quân gọng kiềm của tập đoàn quân Số 6 tại thung lũng Ormoc.
Trong khi Sư đoàn 77 và 32 hội quân tại thung lũng Ormoc, Thiếu tướng Joseph M. Swing chỉ huy Sư đoàn Không vận 11 di chuyển vào vùng núi trung tâm từ hướng đông. Từ những căn cứ phía nam được thiết lập ở phía nam thung lũng Leyte từ 22 đến 24 tháng 11, Trung đoàn Dù 511 tiếp tục tiến xa hơn về vùng núi phía tây vào ngày 25 tháng 11. Sau một cuộc hành quân gian khổ, Trung đoàn 511 đến Mahonag, cách Burauen 10 dặm (16 km) về hướng Tây, ngày 6 tháng 12, cùng ngày các lính dù Nhật được thả xuống tại sân bay Buri và San Pablo. Ngày 16 tháng 12, Tiểu đoàn 2, Sư đoàn 32, đạt được những bước tiến chậm chạp nhưng vững chắc về vùng núi trung tâm từ thung lũng Ormoc để hội với Trung đoàn Không vận đóng tại đây và giúp đơn vị này mở con đường thông qua phía tây. Đến 23 tháng 12, sau những cuộc đụng độ lẻ tẻ với quân Nhật dọc theo các ngọn núi và trong các hang động, Sư đoàn Bộ binh số 7 gặp những người lính thuộc Tiểu đoàn 1, Trung đoàn Bộ binh Tàu lượn 187 kết thúc cuộc hành quân cắt ngang hòn đảo.
Tướng Bruce quyết định mở con đường thông với thị trấn Palompon bằng việc gởi Tiểu đoàn 2 và 3, Trung đoàn 305, cùng với sự yểm trợ của lực lượng tăng thiết giáp đi về hướng Tây dọc sáng ngày 22 tháng 12. Tiểu đoàn Công binh 302 theo sau họ để sửa chữa cầu đường cho các xe thiết giáp, pháo, và các xe tiếp vận. Các đơn vị chiến đấu đi tiên phong hành quân nhanh chóng chỉ gặp phải các ổ kháng cự rời rạc cho đến khi họ gặp phải sự chống trả mạnh mẽ khi còn cách Palompon 8 dặm (12,8 km). Để nhanh chóng vượt qua vị trí này, Tướng Bruce cử Tiểu đoàn 1 Trung đoàn 305, đi bằng các tàu đổ bộ của Hải quân từ hải cảng Ormoc đến Palompon. Yểm trợ bởi hỏa lực từ hải pháo của Lữ đoàn Công binh đặc biệt số 2 và súng 155 li của Tiểu đoàn Pháo binh chiến trường 531, lính Mỹ đổ bộ lên bãi biển lúc 07:20 ngày 25 tháng 12 rồi nhanh chóng chiếm giữ thị trấn nhỏ duyên hải này trong vòng 4 giờ.
Rút kinh nghiệm từ việc để quyền kiểm soát hải cảng cho quân Nhật khiến cho họ có thể tiếp tục chi viện kéo dài trận đánh, Tướng MacArthur loan báo thông tin về những cuộc kháng cự có tổ chức cuối cùng trên đảo Leyte. Khi chiến dịch càn quét còn đang tiếp diễn, Tướng MacArthur chuyển giao quyền chỉ huy các trận đánh trên đảo Leyte và Samar cho Tập đoàn quân 8 ngày 26 tháng 12-1944. Xa hơn về phía bắc, lực lượng Mỹ nhanh chóng quét qua những vị trí kháng cự rời rạc và thiếu tổ chức, một phần là do binh lính Nhật ở đây đã suy sụp về mặt tinh thần. Sư đoàn Kỵ binh số 1 hành quân đổ bộ bờ biển phía tây vào ngày 28 tháng 12 khi các đơn vị của Sư đoàn 24 loại bỏ những căn cứ cuối cùng của quân Nhật tại vùng tây bắc đảo Leyte cùng ngày hôm đó và hai ngày sau hai đơn vị này gặp nhau. Nhưng các lính Nhật vẫn tiếp tục chiến đấu theo đơn vị đến 31 tháng 12, và các cuộc hành quân càn quét tàn quân vẫn tiếp tục đến ngày 8 tháng 5-1945.

## Kết quả
Chiến dịch Leyte là cuộc hành quân đầu tiên và thành công nhất của người Mỹ trong việc tái lập ảnh hưởng trên quần đảo Philippines, đổi lại lực lượng Mỹ bị tổn thất 15.584 lính, trong đó bao gồm 3.504 người thiệt mạng trong chiến đấu. Về phía lực lượng Úc mất 30 người và 64 bị thương khi một chiến máy bay thần phong đâm vào tàu HMAS Australia (D84) trong trận chiến vịnh Leyte.
Về phía Nhật ước tính có 49.000 binh lính bị mất trong trận Leyte. Thương vong của họ tại đây rất nặng nề, sau trận này người Nhật mất 4 sư đoàn và một vài đơn vị tác chiến độc lập, trong khi Hải quân Nhật mất 26 tàu chiến chủ yếu và 46 tàu vận chuyển và thương thuyền. Trận đánh này cũng làm cho số sân bay kiểm soát bởi người Nhật trên quần đảo giảm xuống hơn một nửa, và buộc quân Nhật phải dựa vào những cuộc tấn công tự sát thần phong. Tại quần đảo Philippines, vẫn còn một lực lượng khoảng 250.000 lính vẫn còn đóng trên đảo Luzon, nhưng tổn thất nặng nề của hải không quân khiến cho Tướng Yamashita chỉ còn khả năng cho quân của mình phòng thủ một cách bị động. Kết quả là hy vọng giữ lại quyền kiểm soát Philippines tiêu tan và viễn cảnh bị cắt đứt khỏi các nguồn nhiên liệu chiến lược ngày một hiện rõ. Trận chiến sắp tới trên Luzon, hòn đảo lớn nhất và quan trọng nhất của quần đảo Philippines càng trở nên bất lợi đối với quân Nhật. Cố gắng duy nhất của họ là làm hao mòn lực lượng Mỹ càng nhiều càng tốt.